# Bašť
Bašť (en allemand : Groß Bascht) est une commune du district de Prague-Est, dans la région de Bohême-Centrale, en République tchèque. Sa population s'élevait à 2 816 habitants en 2020.

## Géographie
Bašť se trouve à 7 km au sud-sud-ouest de Neratovice et à 15 km au nord-est de Prague.
La commune est limitée par Panenské Břežany et Předboj au nord, par Zlonín à l'est, par Líbeznice, Bořanovice et Sedlec au sud, et par Klecany et Klíčany à l'ouest.

## Histoire
La première mention écrite de la localité date de 1088.